# Ensañamiento
El ensañamiento es una circunstancia agravante de la responsabilidad criminal del agente, generalmente contemplada en los delitos contra las personas. Se define el ensañamiento como el padecimiento no-ordinario e innecesario provocado suficientemente por un sujeto a su víctima, sea por el dolor que se le hace experimentar o por la prolongación de su agonía. 

## El ensañamiento en la legislación argentina
Circunstancia agravante prevista en el art. 80 inc. 2.º del Código Penal de la República Argentina, se tendrá en cuenta el ensañamiento cuando, subjetivamente, la finalidad del agente fue el padecimiento aplicado a la víctima; la preordenación de la elección de los medios para causar el sufrimiento extraordinario al sujeto pasivo.
Es prescindible la satisfacción de una tendencia sádica o el goce del agente por el sufrimiento de la víctima. Solo importa el tormento deliberado producido sobre el sujeto pasivo.

## El ensañamiento en la legislación española
El artículo 139.3.º del Código Penal se refiere al ensañamiento como agravante específica del asesinato con la expresión «aumentando deliberada e inhumanamente el dolor del ofendido». 
Por su parte, el artículo 22.5.ª, sin utilizar el término, considera circunstancia agravante genérica «aumentar deliberada e inhumanamente el sufrimiento de la víctima, causando a esta padecimientos innecesarios para la ejecución del delito». 
En ambos casos se hace referencia a una forma de actuar en la que el autor, en el curso de la ejecución del hecho, además de perseguir el resultado propio del delito, por ejemplo en el asesinato, la muerte de la víctima, causa, de forma deliberada, otros males que exceden los necesariamente unidos a su acción típica, por lo tanto innecesarios objetivamente para alcanzar el resultado, buscando la provocación de un sufrimiento añadido a la víctima. 
Se requieren, pues, dos elementos: 
a) Uno objetivo constituido por la causación de males objetivamente innecesarios para alcanzar el resultado típico, que aumentan el dolor o sufrimiento de la víctima. 
b) Y otro subjetivo, consistente en que el autor debe ejecutar, de modo consciente y deliberado, unos actos que ya no están dirigidos de modo directo a la consumación del delito, sino al aumento del sufrimiento de la víctima, ( STS n.º 1554/2003, de 19 de noviembre ). 
Por lo tanto, cuando el autor conoce que sus acciones previas ya son suficientes para causar la muerte, los actos añadidos, si objetivamente son adecuados para ello y no puede aportarse otra razón probable y verosímil, pueden atribuirse a su deseo de causar un mal mayor a la víctima.
Ejemplo:
...Teniendo en consideración las pruebas periciales practicadas en el acto del juicio oral, particularmente las declaraciones de los médicos forenses, en relación con la autopsia practicada, que pusieron de manifiesto las múltiples señales que en el cuerpo de la víctima dejaron los golpes recibidos por esta en los momentos anteriores a su fallecimiento: múltiples hematomas en región malar y mandibular izquierdas, región mandibular derecha, mentón y zonas cervicales, así como fractura de la nariz y contusiones en una mano y en las dos rodillas; reveladoras del sufrimiento, innecesario para la muerte, a que se sometió al acusado para hacerle sufrir más en venganza por su participación en la muerte del hermano de Millán, hechos constitutivos del ensañamiento, circunstancia cualificadora del delito de asesinato ( art. 139.3.ª CP ).